# Eumerus efflatouni
Eumerus efflatouni är en tvåvingeart som först beskrevs av Charles Howard Curran 1938.  Eumerus efflatouni ingår i släktet månblomflugor, och familjen blomflugor.
Artens utbredningsområde är Egypten. Inga underarter finns listade i Catalogue of Life.